# Chacrinha
José Abelardo Barbosa de Medeiros, conegut pel nom artístic Chacrinha   (Surubim, 30 de setembre de 1917 - Rio de Janeiro, 30 de juny de 1988), va ser un comunicador de ràdio i televisió del Brasil, presentador de programes de gran èxit dels anys 50 als 80.
En els seus programes va donar la primera gran oportunitat a cantants com Roberto Carlos, Clara Nunes, Paulo Sérgio o Raul Seixas, entre molts altres. Chacrinha és citat en la lletra de la famosa cançó Aquele abraço, del cantautor Gilberto Gil.

## Biografia

### Joventut
Va néixer a Surubim, a l'interior de Pernambuco. De petit es va traslladar amb la seva família a Caruaru i, als 10 anys, a Campina Grande (Paraíba). Als 15 anys va anar a estudiar en un internat de Recife, capital de Pernambuco. Va començar a estudiar medicina el 1936 i el 1937 va tenir el seu primer contacte amb la ràdio, a Rádio Clube de Pernambuco.

### Inicis a la ràdio
Barbosa de Medeiros va començar a tocar la bateria i va incorporar-se com a músic en el vaixell de passatgers Bagé, que feia ruta fins Hamburg. Però, el dia del seu primer trajecte, va esclatar la Segona Guerra Mundial i la nau va restar ancorada a l'aleshores capital federal, Rio de Janeiro, on va trobar feina de locutor a Rádio Tupi. L'any 1943 va llançar a Rádio Clube Fluminense un programa sobre marchinhas de carnaval anomenat Rei Momo na Chacrinha, que va tenir molt d'èxit. En aquella època va començar a ser conegut com Abelardo "Chacrinha" Barbosa.
A la dècada de 1950, dirigiria el programa Cassino da Chacrinha, en el qual va llançar diversos èxits, com Estúpido Cupido, de Celly Campello, i Coração de Luto, de Teixirinha; primers èxits de la incipient música popular brasilera.

### Carrera televisiva

Chacrinha lliurant una televisió a la guanyadora d'un dels seus concursos.

L'any 1956, va debutar a la televisió, a TV Tupi, amb el programa Rancho de Mister Chacrinha, una sèrie de western infantil, on va fer el paper del xèrif. Allà va sorgir la secció de la Discoteca do Chacrinha. A la dècada del 1960, el seu programa s'exhibia a TV Paulista, TV Rio i TV Excelsior.
El 1967 va ser contractat per TV Globo, on tenia dos espectacles setmanals: Buzina do Chacrinha, dirigit al públic infantil, i la Discoteca do Chacrinha, ja convertida en un programa propi. Als anys 70 va canviar successivament d'emissora: Tupi, Record, Tupi de nou i TV Bandeirantes. El 1982 va tornar a Globo, on els seus dos programes es van fusionar en un sol, el Cassino do Chacrinha (batejat igual que el seu antic espai a la ràdio) i que va tenir un gran èxit els dissabtes a la tarda.
Va assolir una gran popularitat amb els seus programes per infants, en els què es presentava amb roba divertida i cridanera, on els nens concursaven i feia sonar una sorollosa botzina quan eren eliminats. Feia broma amb ells i emprava sovint frases que van acabar en l'imaginari de vàries generacions: Teresinha!; Vocês querem bacalhau? o Quem não se comunica, se trumbica!.

### Cinema

1961

Chacrinha va aparèixer en diverses pel·lícules brasileres, normalment interpretant-se a si mateix. A la pel·lícula de 1966 Na Onda do Iê-iê-iê, apareix en el seu programa "A Hora da Buzina". També participà a Três Colegas de Batina (1962), A Opinião Pública (1967), Pobre Príncipe Encantado (1969) i As Aventuras de um Paraíba (1982).

### Últims anys
Cada any, per Carnestoltes, el "Velho Guerreiro", com també se'l coneixia, estrenava una marchinha en el seu programa que ell mateix interpretava. L'any 1987 va ser homenatjat per l'agremiació carioca Império Serrano amb el tema Com a boca no mundo - Quem não se comunica se trumbica, l'única vegada que el presentador va desfilar en un concurs d'escoles de samba. Va aparèixer en l'última carrossa, que reproduïa l'escenari del seu programa, envoltat dels personatges més coneguts del show.
L'octubre de 1987, va rebre el títol de doctor honoris causa de la Faculdade da Cidade de Rio de Janeiro. En el seu 70è aniversari va ser homenatjat en un sopar organitzat pel president del Brasil, José Sarney. Patia de càncer de pulmó i, durant la temporada de 1988, va haver de ser substituït en alguns programes per Paulo Silvino. Chacrinha va morir el 30 de juny de 1988, a les 23:30 h, per infart de miocardi i insuficiència respiratòria. Va ser enterrat l'endemà al cementiri de São João Batista, de Rio. El 2 de juliol es va emetre l'últim programa del Cassino do Chacrinha enregistrat pel pernambucà.

## Homenatges i tributs
2018
- El govern brasiler va condecorar-lo, in memoriam, amb l'Orde del Mèrit Cultural.[14]
- S'estrena el biopic Chacrinha: O Velho Guerreiro, dirigit per Andrucha Waddington.[15]
- L'escola de samba Grande Rio interpreta al Sambòdrom Marquès de Sapucaí el samba-enredo titulat Vai Para o Trono Ou Não Vai?.[16]

2021
- S'estrena el documental Chacrinha – Eu Vim Para Confundir e Não Para Explicar, de Claudio Manoel e Micael Langer.[17]